# Социјална педагогија
Социјална педагогија је немачка школа педагогије која фаворизује социјално учење као део активног друштвеног развоја. Залаже се за активно учење укључујући (али не ограничавајући се на) арт театар, играње улога, радионице и сл. Захваљујући развоју хуманистичке теорије и праксе и сличним циљевима, постала је комплементарна социјалном раду.
Социјална педагогија као педагошки правац јавио се крајем XIX и почетком XX века, а његова појава везана је за немачког педагога Паула Натропа, који је 1899. године објавио познато дело „Социјална педагогија“. Овај педагошки правац развио се у време када је Немачка била социјално подељена и када је раднички покрет снажно утицао на широке народне масе. За решавање социјалних проблема грађанска класа је захтевала да васпитање буде у функцији заједнице, а не појединачне личности, као што је то било својствено покретима индивидуалне педагогије. Идеја да васпитање припрема појединце за чланове заједнице, веома је стара. На пример, у античкој епохи та припрема усмерена је  на полис, у феудалној епохи на католичку цркву или оређену класу, а у модерној епохи све је било усмерено на јачање државе, економије и идеологије, па је природно што се од васпитања захтевало да буде у функцији заједнице, а не њених појединаца. Социјална педагогија имала је још један важан, далеко шири задатак. Она је требало, залагањем да свако васпитање буде у духу заједнице, да допринесе рашавању друштвених претивуречености и дисхармонија, да директно помогне у превазилажењу друштвених криза. А њих је, у сваком друштву на крају XIX и у првим деценијама XX века, било на претек. Посебно то важи  за Немачку где се јавила и оформила социјална педагогија. Васпитање је схаћено као важан чинилац мењања друштва.
Општа карактеристика свих варијанти социјалне педагогије јесте у томе да се васпитаници „васпитавају за заједницу“ . Та заједница, потребе њене јединствености (не истичу се случајно ти њени квалитети), јесу оно чему треба потчинити цео процес вапитања, сва лична стремљења, интересовања и потребе. Социјална педагогија је налазила ослонац у оним концепцијама васпитања које су истицале да је васпитање друштвена делатност, да је друштвена средина значајан фактор у формирању личности, а ослањала се и на развитак социлогије и њено повезивање са педагогијом. Ослонац се тражи и у антропологији, посебно у оној њеној варијанти која човека проглашава оруђем заједнице и одређене културе.
По схватању присталица социјалне педагогије појединац као појединац не значи много. Он представља нешто (одређену вредност) само као члан заједнице. Заједница даје појединцу вредност, смисао и сврху његовом животу. Заједница је целина, појединац је само њен део, део нешто значи само у оквиру целине, целине која је хомогена, складна и хармонична. Да ли ће друштвена заједница (целина) бити таква зависи од њених чланова (делова те целине). Ако је сваки појединац васпитаван за заједницу онда ће нужно доћи до промена на боље и у самој заједници. На тај начин, могуће је васпитањем појединца, унапређивати, побољшавати и мењати заједницу, тј. могуће је васпитањем појединца решавати проблеме (кризе, сукобе, дисхармонију) унутар заједнице. Од таквог васпитања неће користи имати само заједница. То ће бити корисно и сваком појединцу. У хармоничној, хомогеној и складној заједници сваки појединац је обезбеђен, заштићен и сигуран, а под условом да сваки појединац схвати да је део заједнице (целине), да му је у тој заједници одређено место, да то место и улогу прихвати, као што треба да прихвати и заједницу као целину у којој треба да припада (јер појединац ван заједнице не може опстати).

## Представници
Паул Натроп (1854-1924), један је од главних представника социјалне педагогоје у Немачкој, који се, поред педагошких бавио и филозофским и културним проблемима. Написао је студије о Платону и Песатлоцију, а поред „Социјалне педагогије“, објавио је још два дела: „Култура народа и култура личности“ и „Филозофија и педагогије“. У свом дели „Социјална педгогија“ (1899). Натроп захтева заједничко васпитање за сву децу у јединственој народној школи, у којој ће се ученици васпитавати у духу заједнице. Поред школе велики значај и улогу у васпитању за заједницу имају и сви остали ваншколски чиниоци: породица, црква, историја, традиција и држава. Према томе сви треба да се васпитавају у истом правцу, без обзира што их животне околности и социјални положај воде различитим путевима. Натроп полази од општег става „човек постаје човеком захваљујући једино људској заједници и да „теорија васпитања мора да пође од живота у заједници као претпоставке“. У том смислу и васпитање има основни циљ да код сваког поједнца развије „свест о заједници“.
Паул Бергман (1859-1931) је, такође, немачки педаог и присталица социјалне педагогије. За разлику од Натропа, Бергман полази од биолошких чинилаца, јер човек припада некој етничкој зајеници зато што је са њом крвно повезан. Животна повезаност се огледа у билошкој и крвној везаности припадника једног народа, па је појединац израз народне душе, свог етноса, „народног карактер“. Задатак васпитања је да то развије код свакој појединца, да га освешћује и на тај начин помаже да се осећа корисним припадником своје заједнице.
Социјална педагогија, посебан педагошки правац и покрет у Немачкој, угасила се веч 30-их година XX века. Идеје социјалне педагогије наишле су, међутим, на пријем код многих педагога. Они су им придавали онај значај који је то од њих захтевала заједницау име које су наступали. Још за живота творца социјалне педагогије њихове идеје су прихватили познати немачки педагог Г. Кершенштајнер (он их је уградио у своју концепцију „грађанског“ и „држављанског“ васпитања), „одлучни школски реформатори“ (С.Каверау, П.Естерајх и др.) и немачки социјалдемократи (О.Риле, Р.Сајдл). Неке идеје социјалне педагогије, на особен начин „прерађене“, налазе се код Џ.Дјуиа и неких његових следбеника.
Немачки фашисти, затим стаљинисти у СССР, затим заступници различитих варијанти националистичке, милитаристичке и расистичке педагогије (на пример у САД, Јужној Африци и др.) директно или индиректно полазе од неких ставова социјалне педагогије. Таква екстремна схватања на линији социјалне педагогије су постепено нестајала током XX века. Остали су, међутим, умерени и оправдани захтеви да се у процесу васпитања упоредо са индивидуализацијо мора вршити и социјализација. Свако се мора васпитавати као особена индивидуа, али и као социјално биће, оспособљено за рад и живот у заједници. Једно не треба супротстаљати другом.